# Jeremy Strong
Jeremy Strong (Boston, Massachusetts, Estados Unidos, 25 de diciembre de 1978) es un actor estadounidense de cine y teatro, conocido principalmente por su papel como Kendall Roy en la serie de televisión estadounidense Succession (2018), por el que ganó el premio Primetime Emmy como mejor actor en una serie dramática en 2020. También ha intervenido en varias películas destacadas, como Lincoln (2012), La noche más oscura (2012), Selma (2014), La gran apuesta (2015), Molly's Game (2017) y The Gentlemen (2019).

## Biografía

### Primeros años
Strong nació en Boston, su madre era enfermera de cuidados paliativos y su padre trabajaba en justicia juvenil. Asistió a escuelas públicas en Boston y Sudbury (Massachusetts). Estudió en la Universidad de Yale, en la que protagonizó una serie de obras de teatro, y donde graduó con una licenciatura en inglés. También estudió en la Real Academia de Arte Dramático y la Steppenwolf Theatre Company en Chicago. Hizo su debut en Broadway en 2008.
Strong fue elegido como miembro del grupo Leonore Annenberg en 2008 y 2009 en el Lincoln Center Theatre. Fue nominado a la mejor interpretación Off-Broadway dos veces en un período de tres años. Apareció en Broadway en A Man for All Seasons y protagonizó numerosas producciones Off-Broadway.

### Vida personal
Jeremy Strong se casó con Emma Wall, una psiquiatra danesa, en 2016. Juntos tienen dos hijas: Ingrid (nacida en abril de 2018 en Copenhague) y Clara (nacida en noviembre de 2019 en Nueva York). Strong y su familia viven en Copenhague.

## Filmografía

### Cine
| Año  | Título                       | Papel               | Notas        |
| ---- | ---------------------------- | ------------------- | ------------ |
| 2008 | Humboldt County              | Peter               |              |
| 2008 | El fin de los tiempos        | Soldado Auster      |              |
| 2009 | The Messenger                | Soldado de regreso  |              |
| 2009 | Kill Daddy Good Night        | Bruce               |              |
| 2009 | Contact High                 | Carlos              |              |
| 2010 | The Romantics                | Pete                |              |
| 2010 | Yes                          | Hombre              | Cortometraje |
| 2011 | Love Is Like Life But Longer | Ciego               | Cortometraje |
| 2012 | Lincoln                      | John George Nicolay |              |
| 2012 | Robot & Frank                | Jake                |              |
| 2012 | Please, Alfonso              | Alfonso             | Cortometraje |
| 2012 | See Girl Run                 | Brandon             |              |
| 2012 | La noche más oscura          | Thomas              |              |
| 2013 | Parkland                     | Lee Harvey Oswald   |              |
| 2014 | El juez                      | Dale Palmer         |              |
| 2014 | Time Out of Mind             | Jack                |              |
| 2014 | Selma                        | James Reeb          |              |
| 2015 | Pacto criminal               | Josh Bond           |              |
| 2015 | La gran apuesta              | Vinny               |              |
| 2017 | Detroit                      | Abogado Lang        |              |
| 2017 | Molly's Game                 | Dean Keith          |              |
| 2019 | Serenity                     | Reid Miller         |              |
| 2019 | The Gentlemen                | Matthew Berger      |              |
| 2020 | The Trial of the Chicago 7   | Jerry Rubin         |              |
| 2022 | Armageddon Time              | Irving              |              |
| 2023 | Maestro                      | John Gruen          |              |
| 2024 | The Apprentice               | Roy Cohn            |              |

### Televisión
| Año       | Título         | Papel       | Notas                            |
| --------- | -------------- | ----------- | -------------------------------- |
| 2011–2013 | The Good Wife  | Matt Becker | 5 episodios                      |
| 2013      | Mob City       | Mike Hendry | 4 episodios                      |
| 2016      | Masters of Sex | Art Dreesen | 9 episodios                      |
| 2018–2023 | Succession     | Kendall Roy | Papel protagonista; 39 episodios |

## Teatro
| Año  | Producción                  | Papel                                | Lugar                                    |
| ---- | --------------------------- | ------------------------------------ | ---------------------------------------- |
| 2004 | Harún y el mar de historias | Mr. Sengupta / Khattam-Shud / Walrus | Williamstown Theatre Festival            |
| 2005 | Desafío                     | P.F.C. Evan Davis                    | Hallie Flanagan Davis Powerhouse Theater |
| 2006 | Desafío                     | P.F.C. Evan Davis                    | Manhattan Theatre Club                   |
| 2006 | La casa de Frank            | William                              | Playwrights Horizons                     |
| 2007 | Nuevo Jerusalén             | Baruch de Spinoza                    | Classic Stage Company                    |
| 2008 | A Man for All Seasons       | Maestro Richard Rich                 | American Airlines Theatre                |
| 2009 | Nuestra casa                | Merv                                 | Playwrights Horizons                     |
| 2010 | El cobarde                  | Lucidus Culling                      | The Duke on 42nd Street                  |
| 2011 | La trilogía del pasillo     | Lucas                                | Rattlestick Playwrights Theater          |
| 2012 | Un mes en el campo          | Mikhail Alexandrovitch Rakitin       | Williamstown Theatre Festival            |
| 2012 | El gran dios Pan            | Jamie                                | Playwrights Horizons                     |

## Premios y nominaciones
| Año  | Premio                                         | Categoría                                                                 | Trabajo nominado | Resultado |
| ---- | ---------------------------------------------- | ------------------------------------------------------------------------- | ---------------- | --------- |
| 2008 | Lucille Lortel Awards                          | Mejor actor principal                                                     | New Jerusalem    | Nominado  |
| 2011 | Lucille Lortel Awards                          | Mejor actor principal                                                     | The Coward       | Nominado  |
| 2015 | Premios del Sindicato de Actores               | Elenco excepcional en una película                                        | La gran apuesta  | Nominado  |
| 2016 | Festival Internacional de Cine de Palm Springs | Premio al reparto coral                                                   | La gran apuesta  | Ganador   |
| 2020 | Premios de la Crítica Televisiva de 2020       | Mejor actor en una serie de drama                                         | Succession       | Ganador   |
| 2020 | Premios Satellite                              | Mejor actor de reparto en una serie, miniserie o película para televisión | Succession       | Ganador   |
| 2020 | TCA Awards                                     | Logros individuales en drama                                              | Succession       | Nominado  |
| 2020 | Premios Primetime Emmy                         | Mejor actor principal en una serie de drama                               | Succession       | Ganador   |
| 2025 | Premios Oscar                                  | Mejor actor de reparto                                                    | The Apprentice   | Nominado  |